# Casal de Areia
Casal da Areia é uma aldeia que foi originalmente estabelecida pela Família Louro, originários da Póvoa de Cós no inicio do século XX. 
Existia também um outro proprietário de terrenos que não se sabe como perdeu os próprios  para quem os ocupou. 
Grande parte dos terrenos do Casal da Areia pertenciam a Família Raposo de Magalhães donos da antiga fabrica cristaleira Crisal em Alcobaça. 
Com a construção da nova fabrica de Cristais Crisal no Casal da Areia parte dos terrenos de António de Sousa Magalhães foi cedido para construção de casas.
- Essa mesma fabrica provocou danos irreversíveis no ambiente poluindo com chumbo e ácidos as aguas e atmosfera. Partindo dai a Camara Municipal de Alcobaça comprou os restantes terrenos e transformou-os hoje naquilo que é a Zona Industrial do Casal da Areia.

## Património
- Altar e Fonte a Nossa Senhora
- Antigo Moinho do Rio Grande
- Lagoa do Casal da Areia
- Museu Atlantis

## Geografia
- «Casal da Areia no Google Maps»

## Outras localidades da freguesia deCós
Cós, Castanheira, Póvoa de Cós, Casalinho, Varatojo, Alto Varatojo, Alqueidão, Pomarinho, Casal Resoneiro, Porto Linhares, Vale do Amieiro